# Pisarovo, Plevna
Pisarovo (în bulgară Писарово) este un sat în comuna Iskăr, regiunea Plevna,  Bulgaria. 

## Demografie
Componența etnică a satului Pisarovo
     Turci (3,46%)
     Bulgari (94,97%)
     Nicio identificare (1,55%)
     Altele (0%)
La recensământul din 2011, populația satului Pisarovo era de 836 locuitori. Din punct de vedere etnic, majoritatea locuitorilor (94,97%) erau bulgari, cu o minoritate de turci (3,46%). Pentru 1,55% din locuitori nu este cunoscută apartenența etnică.